# Polly Letofsky
Polly Letofsky   () és una activista contra el càncer de mama.
L'1 d'agost de 1999, va deixar la seva llar a Vail, Colorado, i es va dirigir cap a l'oest. Va recórrer 4 continents, 22 països i més de 14.000 milles, a peu, per convertir-se en la primera dona que va caminar arreu del món. Com a campanya de sensibilització contra el càncer de mama, supervivents i familiars benestants arreu del món van anar-hi a passejar amb ella. Cada dia, desconeguts l'acollien a casa seva i compartien àpats.
Però, enmig dels cinc anys del seu viatge, el món va girar de sobte sobre el seu eix quan l'11 de setembre ens va convertir tots a una cruïlla de la història mundial. Polly es va trobar de sobte incrustada en un món canviant i va adonar-se que mai no podia retrocedir els seus passos cap a casa: s'havien esvaït en una marea d'esdeveniments mundials.
El GlobalWalk de Polly es presenta a més de 2.000 diaris, revistes, estacions de ràdio i televisió de tot el món, inclosos Good Housekeeping, CNN International, CBS Early Show, NBC, Your Total Health i NBC, Radical Sabbatical de Fine Living Channel. Newcastle Productions ha llançat recentment GlobalWalk de Polly, un documental que cronifica el seu viatge.
Va escriure un llibre sobre aquesta experiència.